# (7208) Ashurbanipal
(7208) Ashurbanipal ist ein Asteroid des inneren Hauptgürtels, der am 24. September 1960 von dem niederländischen Astronomenehepaar Cornelis Johannes van Houten und Ingrid van Houten-Groeneveld entdeckt wurde. Die Entdeckung geschah im Rahmen des Palomar-Leiden-Surveys, bei dem von Tom Gehrels mit dem 120-cm-Oschin-Schmidt-Teleskop des Palomar-Observatoriums aufgenommene Feldplatten an der Universität Leiden durchmustert wurden.
Der Asteroid wurde nach Aššur-bāni-apli (669 v. Chr.–631/627 v. Chr.) benannt, dem 83. König des Assyrischen Reiches, der in Ninive eine bedeutende Bibliothek schuf, die der modernen Assyriologie unschätzbare Dienste geleistet hat.